# Pamela Noréus
Pamela Clementine Noréus (* 20. Juli 1817 in Linköping, Östergötland, Schweden; † 3. Januar 1892 in Stockholm) war eine schwedische Genre- und Landschaftsmalerin.

## Leben
Pamela Noréus war Tochter des schwedischen Provinzialarztes Olof Noréus (1770–1846) und dessen Ehefrau Wilhelmina. Ihre Mutter, eine Miniaturmalerin, war Tochter des Porträtmalers Per Krafft des Älteren sowie Schwester des Porträtmalers Per Krafft des Jüngeren.
Noréus wurde Schülerin des Landschaftsmalers Lars Theodor (Tore) Billing (1816–1892). Später besuchte sie die Malschule von Marcus Larson in Småland. Dessen Stil, der von der Düsseldorfer Malerschule geprägt war, übernahm sie. Ihren Lebensunterhalt bestritt sie als Illustratorin und Lehrerin.
Noréus nahm an einer Reihe von Gruppenausstellungen teil, unter anderem an jenen der Künstlergilde Stockholm von 1851, des Kunstvereins Östergötland von 1861 sowie der Kunstvereine von Dalarna und Norrland in Gävle von 1864.